# Stanisław Żółtek
Stanisław Józef Żółtek (* 7. května 1956 Krakov) je polský politik a podnikatel. Je členem Kongresu nové pravice a od roku 2017 je jejím předsedou. V letech 1997–1998 byl viceprimátorem Krakova. V letech 2014–2019 byl europoslancem. Ve volbách roku 2020 kandidoval na polského presidenta.
Je znám pro své silně euroskeptické názory a postoje.